# SALAD DAYS
『SALAD DAYS』（サラダ・デイズ）は、猪熊しのぶによる日本の漫画作品。

## 概要
『週刊少年サンデー超』1997年5月号より1998年1月号まで、『週刊少年サンデー』1998年48号より2001年48号まで（いずれも小学館）にかけて連載された恋愛漫画。サブタイトルは「新・正統派恋愛コミック」、扉頁によるとSALAD DAYSとは「経験の浅い青年時代、青二才の時代。」（小学館ランダムハウス英和大辞典より）。
2016年4月8日『コミックヘヴン』より4月25日更新の「ゴラクエッグ」にてシリーズ新連載『SALAD DAYS single cut』が発表した。

### 作品内容
形式はオムニバスとなっており、1つの物語につき、1〜3話の短編を繰り返し、物語は進んでゆく。描写が最も多いのは、由喜・二葉編で、最終回もこの2人のエピソードだった。

## 巻タイトル一覧
収録状況は少年サンデー・コミックスのもの。
| 巻数 | タイトル |
| ---- | --- |
| 1    | 告白 キス 夏の恋 理想の彼氏 バンブー・パッション《前編》 バンブー・パッション《後編》 |
| 2    | 思い出 サファイア・ブルー 甲子園 ジーンズ 未来 (あした)の序曲《前編》 未来 (あした)の序曲《後編》 |
| 3    | 入学《前編》 入学《後編》 クリスマス 日菜子と端午 拳とバンソウコウ 逢瀬岬《前編》 逢瀬岬《後編》 |
| 4    | ラブレター《前編》 ラブレター《中編》 ラブレター《後編》 おかしな二人《前編》 おかしな二人《中編》 おかしな二人《後編》 初めてのクリスマス《前編》 初めてのクリスマス《後編》                                                              |
| 5    | 幸ちゃんの恋《前編》 幸ちゃんの恋《後編》 制服《前編》 制服《後編》 バレンタイン《前編》 バレンタイン《後編》 卒業《前編》 卒業《中編》 卒業《後編》                                                                                       |
| 6    | 十六夜《前編》 十六夜《後編》 新生活《前編》 新生活《後編》 鈴木さんと佐藤さん《前編》 鈴木さんと佐藤さん《後編》 ロックンロール・ベジタブル《前編》 ロックンロール・ベジタブル《中編》 ロックンロール・ベジタブル《後編》 悪夢のケータイ? |
| 7    | 幸ちゃんの恋'99・初夏《前編》 幸ちゃんの恋'99・初夏《中編》 幸ちゃんの恋'99・初夏《後編》 ”思い出”の海《前編》 ”思い出”の海《後編》 小悪魔の...恋? 熱〜い入部届《前編》 熱〜い入部届《後編》 イトコ同士《前編》 イトコ同士《後編》         |
| 8    | 恋の一本勝負《前編》 恋の一本勝負《中編》 恋の一本勝負《後編》 スクープ《前編》 スクープ《後編》 計画《前編》 計画《後編》 ひめゆり祭捕り物帳 サブ、走る!!《前編》 サブ、走る!!《後編》                                                    |
| 9    | 彼女の写真《前編》 彼女の写真《後編》 PHOTO《前編》 PHOTO《後編》 聖夜の死神《前編》 聖夜の死神《後編》 高校受験《前編》 高校受験《後編》 イモ虫女《前編》 イモ虫女《後編》                                                                |
| 10   | Oh!サワコ《前編》 Oh!サワコ《中編》 Oh!サワコ《後編》 卒業衣装《前編》 卒業衣装《後編》 MAKE DOWN《前編》 MAKE DOWN《後編》 ダイエット・ラヴ《前編》 ダイエット・ラヴ《中編》 ダイエット・ラヴ《後編》                                     |

| 巻数 | タイトル |
| ---- | --- |
| 11   | ANOTHER EPISODE 愛の伝令役《前編》 愛の伝令役《後編》 氷人形《前編》 氷人形《後編》 雨のち... 透明愛《前編》 透明愛《後編》 恋の正念場                                                                                |
| 12   | 切ない恋模様《前編》 切ない恋模様《後編》 女難ウォーズ《前編》 女難ウォーズ《後編》 恋の腕試し 幽霊街《前編》 幽霊街《後編》 3B、2G《前編》 3B、2G《中編》 3B、2G《後編》                                             |
| 13   | 夢のいたずら 消えぬラヴソング 近すぎて《前編》 近すぎて《後編》 ガキの恋 ゲタ箱より愛をこめて 約束の果て 恋は一方通行ッ!! 教師愛 悪筆愛                                                                               |
| 14   | さよなら由喜《前編》 さよなら由喜《後編》 恋の予行演習《前編》 恋の予行演習《後編》 エキサイティング・クリスマス 兄キはかく戦えり! 別れの詞on20世紀最後の日 NEGAI あきらめとあこがれ 恋いと友情                       |
| 15   | スノー・バレンタイン《前編》 スノー・バレンタイン《後編》 前へ!《前編》 前へ!《後編》 冬の海 犬と恋人 恋の合格発表 恋の卒業式 守ってこそ... 攻守交代                                                                  |
| 16   | スキャンダル・ブルー《前編》 スキャンダル・ブルー《後編》 愛しき裏きり 短くも美しく燃え 誤訳恋 ナンパ男の恋 チビ助の恋 門限8時30分 ほとり                                                                             |
| 17   | さだめ《前編》 さだめ《中編》 さだめ《後編》 彼女がミニをはく理由 恋のルール 恋の相談役 夏の恋心 初接吻愛 恋は登校日 百戦錬磨の恋                                                                                     |
| 18   | 夏の終わりのアルバイト サラダデイズは突然に《前編》 サラダデイズは突然に《後編》 オネスト・ガール 決断《前編》 決断《後編》 再生そして...《前編》 再生そして...《中編》 再生そして...《後編》 サラダデイズは永遠に... |

## 登場人物

### 由喜・二葉編
神山由喜
桐花高校生徒。
河村二葉
メインヒロイン。
田口里美
由喜を振った女性。
高山
由喜の友人。
河村初音
二葉の姉。
鈴木
コーポ山科の住人。神経質な性格。初音に好意を持つ。
佐藤
寿司職人。
木村周斗
数学教師。通称ノビ太。園芸部顧問。元バンドマンでギタリスト。
松本波絵
由喜のクラスメイト。

## 書籍情報
単行本
- 猪熊しのぶ 『SALAD DAYS』小学館 全18巻
  1. 1998年5月18日発売 ISBN 4-09-125401-2
  2. 1998年7月18日発売 ISBN 4-09-125402-0
  3. 1998年10月17日発売 ISBN 4-09-125403-9
  4. 1999年3月18日発売 ISBN 4-09-125404-7
  5. 1999年5月18日発売 ISBN 4-09-125405-5
  6. 1999年8月7日発売 ISBN 4-09-125406-3
  7. 1999年12月10日発売 ISBN 4-09-125407-1
  8. 2000年3月18日発売 ISBN 4-09-125408-X
  9. 2000年5月18日発売 ISBN 4-09-125409-8
  10. 2000年7月18日発売 ISBN 4-09-125410-1
  11. 2000年9月18日発売 ISBN 4-09-126091-8
  12. 2000年12月18日発売 ISBN 4-09-126092-6
  13. 2001年2月17日発売 ISBN 4-09-126093-4
  14. 2001年5月18日発売 ISBN 4-09-126094-2
  15. 2001年7月18日発売 ISBN 4-09-126095-0
  16. 2001年9月18日発売 ISBN 4-09-126096-9
  17. 2001年12月18日発売 ISBN 4-09-126097-7
  18. 2002年2月18日発売 ISBN 4-09-126098-5

- 猪熊しのぶ 『SALAD DAYS single cut ～由喜と二葉～』日本文芸社 全2巻
  1. 2016年11月28日発売 ISBN 978-4537135138
  2. 2017年11月29日発売 ISBN 978-4537136623